# Terrier inglés miniatura

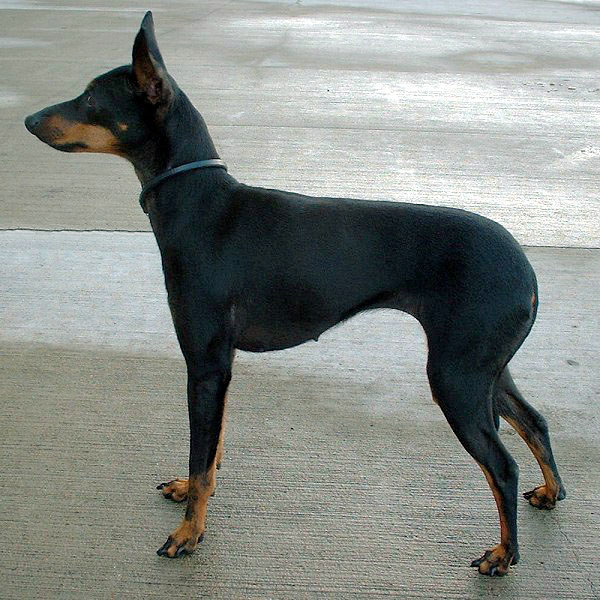
Terrier inglés miniatura

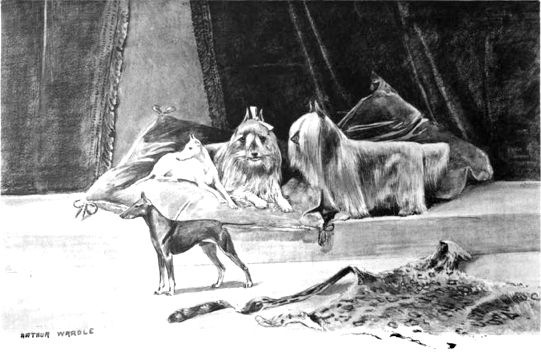
English Toy Terriers en 1894 con otro perro miniatura popular en la época, el Paisley terrier

El Terrier inglés miniatura (English toy terrier - black and tan) es una raza de perro miniatura tipo terrier.

## Apariencia

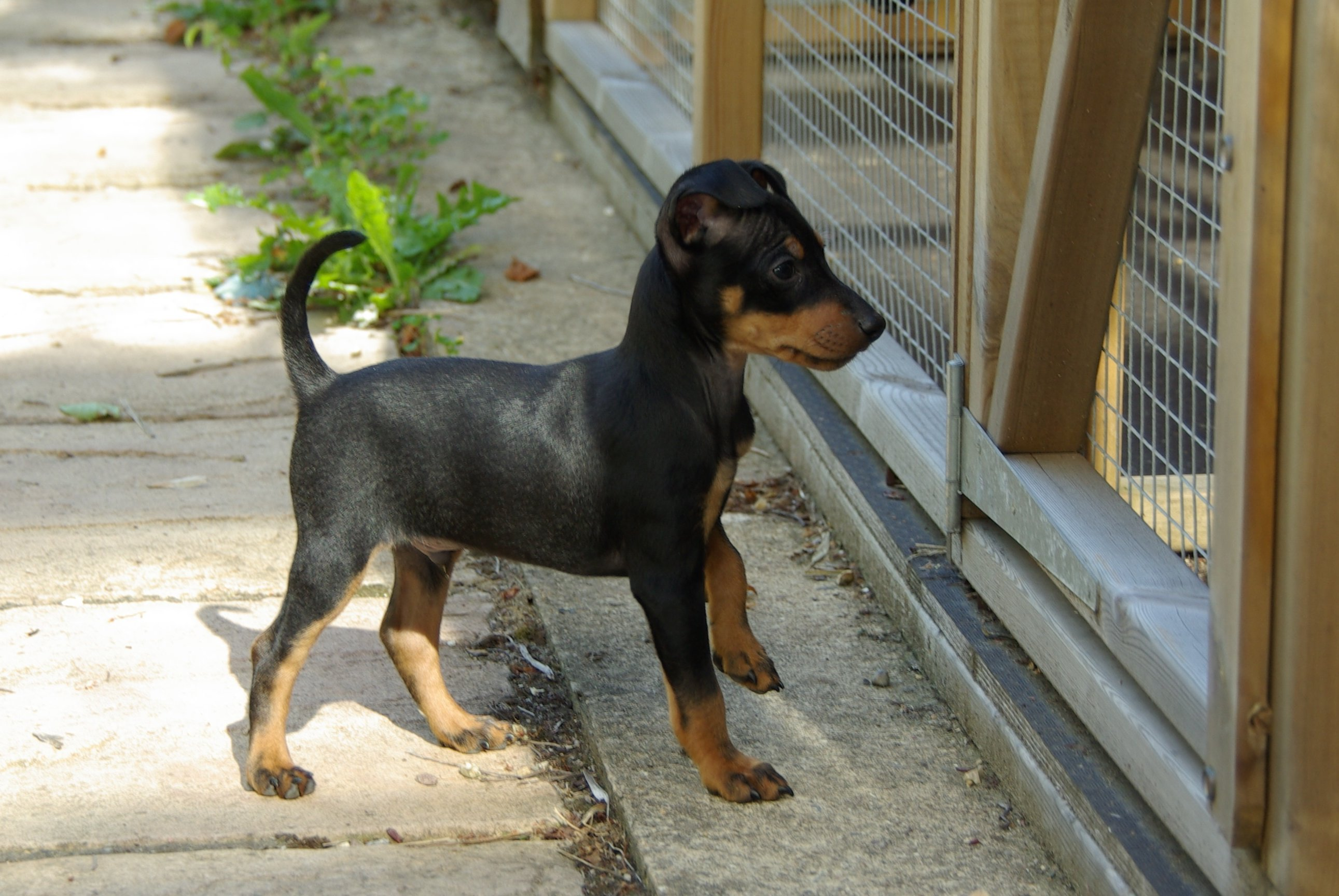
Terrier Inglés miniatura joven

De acuerdo al The Kennel Club, el English Toy Terrier debería medir de 25 a 30 cm a la cruz y pesar entre 2,7 y 3,6 kg.
El único color permitido es negro con algunas manchas definidas de color cobre en patas, pecho y cara y el movimiento de su cuerpo al andar es como el trote de un caballo
La mayoría de los English Toy Terrier son adorables, amigables, muy ruidosos y les encanta ladrar.

## Desarrollo
La raza se desarrolló a partir del "Old English Black and Tan Terrier" y está cercanamente relacionado con el Manchester terrier. Muy rápido y ágil, en sus orígenes era un cazador de ratas, deporte muy popular en la época victoriana inglesa consistente en hacer un pequeño recinto para cada perro, llenarlo de ratas y comprobar que ejemplar mataba antes a todas las ratas que había en él. Existe un registro de 1848 en el que uno de estos "Black and tan terrier" de 5,5 libras de peso y de nombre "Tiny" mató 300 ratas en menos de una hora.